# Biblioteca digitale europea
La Biblioteca digitale europea è un progetto della Commissione europea.

## Storia del progetto
In un primo tempo per biblioteca digitale si intendeva solo lo sforzo del circuito delle biblioteche europee di permettere la redazione di un comune catalogo interscambiabile di tutte le risorse, prevalentemente pubblicare su carta, disponibili nelle varie nazioni.

### Il TelThe European Library
Il Tel The European Library è il sistema che permette già attualmente di consultare i cataloghi online di diverse biblioteche nazionali. È stato creato da alcuni membri della Conferenza dei direttori delle biblioteche nazionali europee e ha fruito di finanziamenti della Comunità europea nella fase iniziale.
Solo eccezionalmente permetteva di accedere anche ad una serie di risorse digitalizzate delle biblioteche aderenti, compresi alcuni progetti risalenti nel tempo, come Gallica che mettere a disposizione, inizialmente via fax, il materiale copiato in formato digitale.

## I progetti dell'Unione europea
Con l'enorme progresso dell'informatica e l'esplosione del fenomeno della rete internet è venuto quasi spontaneo passare ad obiettivi più ambiziosi.
Viviane Reding, commissario dell'Unione europea per la Società dell'informazione e media ha indicato un tempo di cinque anni, per rendere disponibili in rete almeno sei milioni di libri, documenti e altri beni culturali.
La Commissione intende cofinanziare la creazione di una rete paneuropea di centri di digitalizzazione. Essa intende anche affrontare, in una serie di documenti politici, la questione del quadro adeguato per la tutela dei diritti di proprietà intellettuale nel contesto delle biblioteche digitali.
L'iniziativa concorrente in ambito mondiale è infatti quella promossa da Google, denominata Google Books che ha dichiarato di operare in base al fair use statunitense. Questo rende ancora più urgente dare un contenuto più puntuale in ambito del diritto civile del principio introdotto dalla proposta di direttiva Ipred2 che depenalizza il "giusto uso" di testi coperti da copyright, quando avvenuto per finalità didattiche.

## La consultazione delle biblioteche
La Commissione ha pubblicato una sintesi dei risultati di un'ampia consultazione online sulle biblioteche digitali iniziata il 30 settembre 2005. Le 225 risposte ricevute provengono da biblioteche, archivi e musei (46%), editori e titolari di diritti d'autore (19%) nonché università, studiosi e docenti (14%). Le risposte sono generalmente favorevoli all'iniziativa, considerata come un'occasione per rendere l'eredità culturale europea più accessibile e utilizzabile su Internet. Esse dimostrano peraltro che le opinioni divergono sui problemi di copyright, in particolare tra istituzioni culturali e detentori dei diritti d'autore.
I risultati della consultazione sono stati utili alla Commissione per definire meglio l'assetto concreto della Biblioteca digitale europea, che offrirà un accesso multilingue e altamente visibile alle risorse digitali delle istituzioni culturali europee. Essa si baserà sull'infrastruttura TEL, il sistema che permette attualmente di consultare i cataloghi online di diverse biblioteche nazionali e di accedere anche ad una serie di risorse digitalizzate delle biblioteche aderenti. Il nodo da risolvere è  la collaborazione tra settore pubblico e privato in materia di digitalizzazione e copyright.

## Europeana
Le biblioteche nazionali di Parigi, (Biblioteca nazionale di Francia), Budapest (Biblioteca nazionale Széchényi) e Lisbona hanno iniziato una collaborazione creando insieme il progetto Europeana che è diventato operativo a partire dalla primavera 2007 e che ha già messo in linea 12.000 testi, ma si ripromette di espandersi al ritmo di 100.000 testi l'anno.

## L'apporto svizzero
La Svizzera, pur non facendo parte dell'Unione, collabora attivamente alla catalogazione unificata, e si è particolarmente impegnata nei futuri progetti a potenziare gli strumenti di accesso plurilingui.